# Louis-Marie Ling Mangkhanekhoun
Louis-Marie Ling Mangkhanekhoun IVD (ur. 8 kwietnia 1944 w Bonha-Louang) – laotański duchowny katolicki, wikariusz apostolski Paksé w latach 2001–2017, wikariusz apostolski Wientianu w latach 2017–2024, kardynał prezbiter od 2017.

## Życiorys
Louis-Marie Ling Mangkhanekhoun święcenia kapłańskie otrzymał w dniu 5 listopada 1972 i został inkardynowany do wikariatu apostolskiego Wientianu. W latach 1975–2001 pełnił funkcję prowikariusza.
Papież Jan Paweł II 30 października 2000 mianował go wikariuszem apostolskim w Pakxe i biskupem tytularnym Aquae Novae in Proconsulari. Święcenia biskupie otrzymał 22 kwietnia 2001 w katedrze Najświętszego Serca w Pakxe. Udzielił mu ich biskup Jean Khamsé Vithavong, wikariusz apostolski Wientian, z towarzyszeniem biskupa Jean Sommeng Vorachak, wikariusza apostolskiego Savannakhet, i biskupa Pierre Bacha, emerytowanego wikariusza apostolskiego Savannakhet.
28 czerwca 2017 kreowany kardynałem prezbiterem przez papieża Franciszka, otrzymawszy tytuł San Silvestro in Capite.
16 grudnia 2017 prekonizowany wikariuszem apostolskim Wientianu. 8 kwietnia 2024 ukończył 80 lat, tracąc tym samym prawo do udziału w konklawe.
23 grudnia 2024 papież Franciszek przyjął jego rezygnację z urzędu wikariusza apostolskiego Wientianu złożoną ze względu na wiek. 